# Chadzjidimitrovo (distrikt i Jambol)
Chadzjidimitrovo (bulgariska: Хаджидимитрово) är ett distrikt i Bulgarien.   Det ligger i kommunen obsjtina Tundzja och regionen Jambol, i den centrala delen av landet, 250 km öster om huvudstaden Sofia.
Trakten runt Chadzjidimitrovo består till största delen av jordbruksmark. Runt Chadzjidimitrovo är det ganska tätbefolkat, med 214 invånare per kvadratkilometer.